# Ostheim (Westheim)
Ostheim ([ˈɔstˌhaɪ̯m] ) ist ein Gemeindeteil der Gemeinde Westheim im Landkreis Weißenburg-Gunzenhausen (Mittelfranken, Bayern). Die Gemarkung Ostheim hat eine Fläche von 9,838 km². Sie ist in 869 Flurstücke aufgeteilt, die eine durchschnittliche Flurstücksfläche von 11321,60 m² haben.

## Geografie
Das Pfarrdorf liegt am Rand des Hahnenkamms, etwa 12 km südlich von Gunzenhausen. Der Bruckbach, ein linker Zufluss der Wörnitz, fließt hindurch. Rund einen Kilometer südöstlich des Ortes befindet sich der Rechenberg, wo im 19. Jahrhundert Eisenerz abgebaut wurde. In der näheren Umgebung entspringen zahlreiche kleinere Bachläufe. Durch den Ort verläuft die Bundesstraße 466, die nach Westheim und Gnotzheim führt. Die Staatsstraße 2218 führt nach Geilsheim und Heidenheim, die Kreisstraße WUG 29 zur Staatsstraße 2384 nahe der Balsenmühle.

## Geschichte
Ähnlich wie bei Hüssingen finden sich auch in der Gegend um Ostheim Siedlungsspuren aus der Jungsteinzeit. Um 90 n. Chr. wurde von den Römern eine Verbindungsstraße gebaut, die dem heutigen Verlauf der Bundesstraße 466 von Oettingen nach Gnotzheim entspricht. An dieser Straße gründeten die Franken im 7. oder 8. Jahrhundert Ostheim, das um 750 erstmals urkundlich erwähnt wird. Um 800 gehört es mit Westheim und Geilsheim zu einer Königsmark Karls des Großen.
Ab Mitte des 12. Jahrhunderts war in Ostheim ein örtlicher Adel ansässig, dessen Name aber nicht überliefert ist. Es folgten die Herren von Rechenberg, die Truchsesse der Grafen von Truhendingen waren. Sie errichteten auf einem nahe liegenden Berg, der heute Rechenberg genannt wird, die Burg Rechenberg. Nach dem Aussterben der Rechenberger ging der Besitz an die Markgrafen von Ansbach über. Von der Burg ist heute nur noch das Fundament übrig geblieben.
Seit dem 14. Jahrhundert hat Ostheim eine Kirche, die als Chorturmkirche errichtet und der Gottesmutter Maria geweiht wurde. 1405 belehnte der Burggraf von Nürnberg seine Truchsessen zu Rechenberg mit dem Patronatsrecht dieser Kirche. Als die Ortsherren von Ostheim, die Familie Fuchs von Bimbach zu Mörn, 1630 an das Fürstentum Ansbach verkauften, wurde das Gotteshaus protestantisch.
Während des Deutschen Bauernkriegs kam es am 7. Mai 1525 zur Bauernschlacht bei Ostheim, in der aufständische Bauern von den Soldaten des Ansbacher Markgrafen Kasimir geschlagen wurden.
Mit dem Gemeindeedikt (1808) wurde Ostheim eine Ruralgemeinde. Diese wurde am 1. Mai 1978 anlässlich der Gebietsreform nach Westheim eingemeindet.
1987 hat Ostheim beim Bundeswettbewerb „Unser Dorf soll schöner werden“ eine Bronze-Medaille erhalten.
In den Jahren 1996 bis 1999 sowie 2001 und 2003 veranstalteten jugendliche Ostheimer das Open-Air-Festival Hippie-Fete. Seit dem Jahr 2009 ist Ostheim „Bioenergiedorf“.

## Einwohnerentwicklung der Gemeinde
- 1910: 476 Einwohner[9]
- 1933: 423 Einwohner
- 1939: 403 Einwohner[10]
- 1961: 460 Einwohner[7]
- 1970: 391 Einwohner[7]

## Baudenkmäler
- St. Maria (Ostheim)

## Wirtschaft und Infrastruktur
Im ehemaligen Pfarrhaus befindet sich das Jugendhaus des Dekanats Heidenheim.

## Söhne und Töchter des Ortes
- Georg Rosenbauer (* 1941), CSU-Politiker, bayerischer Abgeordneter und ehemaliger Landrat des Landkreises Weißenburg-Gunzenhausen